# Мінливості любові
Мінливості любові — роман Андре Моруа. Складається з двох частин Оділія та Ізабелла. В першій частині розповідається про історію трагічного кохання Філіпа Марсена та Оділії Мале.